# Microdipoena vanstallei
Microdipoena vanstallei is een spinnensoort in de taxonomische indeling van de Mysmenidae.
Het dier behoort tot het geslacht Microdipoena. De wetenschappelijke naam van de soort werd voor het eerst geldig gepubliceerd in 1985 door L. Baert.